# Fiodor Czerienkow
Fiodor Fiodorowicz Czerienkow (ros. Фёдор Фёдорович Черенков, ur. 25 lipca 1959 w Moskwie, zm. 4 października 2014 tamże) – rosyjski piłkarz, grający na pozycji rozgrywającego, reprezentant Związku Radzieckiego, trener piłkarski.
Pierwsze kroki w futbolu stawiał w klubie Kuncewo Moskwa i szkółce piłkarskiej Spartaka Moskwa, skąd w 1977 trafił do pierwszego zespołu jako jeden z najbardziej utalentowanych juniorów. Wkrótce został podstawowym zawodnikiem drużyny i przez kilka kolejnych sezonów kierował grą Spartaka, przyczyniając się do zdobycia przez niego tytułów Mistrza ZSRR w latach 1979, 1987 i 1989.
Na przełomie lat 80. i 90. na krótko wyjechał do Francji, gdzie bronił barw Red Star 93. W 1991 powrócił jednak do Spartaka, z którym na koniec kariery zdobył swe ostatnie trofea: Mistrzostwo Rosji w 1993 i Puchar Rosji w 1994.
Uważany za jednego z najlepszych piłkarzy radzieckich lat 80., cieszył się dużą popularnością wśród kibiców. Zaliczany jest do grona najwybitniejszych zawodników w historii moskiewskiego Spartaka. W 1983 i 1989 otrzymał nagrodę dla najlepszego piłkarza ZSRR przyznane w ramach plebiscytu tygodnika Futboł.
Dzięki udanym występom w klubie szybko trafił do reprezentacji ZSRR. W 1980 zdobył brązowy medal Igrzysk Olimpijskich w Moskwie. W latach 1979–1990 rozegrał 34 mecze w drużynie Związku Radzieckiego, strzelając 12 bramek. Poza Igrzyskami Olimpijskimi nie wystąpił na żadnym międzynarodowym turnieju. Jedną z przyczyn jego absencji na Mundialu 1986 i Euro 1988 był brak porozumienia z selekcjonerem Walerym Łobanowskim, który faworyzował zawodników Dynama Kijów, kosztem graczy innych klubów radzieckich.
Po zakończeniu kariery piłkarskiej pozostał w Spartaku, gdzie pracował jako trener rezerw i młodzieży.